# Солнечное затмение 21 сентября 2025 года
Солнечное затмение 21 сентября 2025 года 
Это солнечное затмение представляет собой повторение через сарос частного солнечного затмения 11 сентября 2007 года.
Затмение будет видно на юго-восточном побережье Австралии, в восточной части острова Тасмания, на Новой Зеландии в южной зоне акватории Тихого океана и в обращённой к нему части Антарктиды.
Максимальная величина затмения составит 0,856 (наступит в 19 часов 42 минуты по Всемирному времени в точке с координатами 60º53´59´´ южной широты и 153º30´ восточной долготы в крайней юго-западной части акватории Тихого океана южнее Тасманова моря.

Анимированный путь 